# Klaus Meine
Klaus Meine (Hannover, 25 de mayo de 1948) es un músico y compositor alemán, conocido principalmente por ser el vocalista de la banda de hard rock y heavy metal Scorpions desde 1969. Poseedor de una voz nasal, inició su carrera a mediados de los sesenta en The Mushrooms, y más tarde en The Copernicus, influido principalmente por las bandas de la llamada invasión británica. A finales de la misma década ingresó a Scorpions, en donde actúa como vocalista, compositor, panderetero y en ciertas ocasiones como guitarrista, siendo junto con Rudolf Schenker los únicos miembros que han participado en todas las producciones discográficas, ya sean de estudio o en vivo.
Además de su fanatismo por la música, el tenis y el fútbol, uno de sus temas favoritos es la política. Desde hace varios años participa en algunas organizaciones e instituciones enfocadas en asuntos político-sociales, tales como Nordoff Robbins, UNICEF y la fundación alemana Musikhilft. Gracias a su participación en algunas fundaciones, con los años ha recibido algunas condecoraciones honoríficas como por ejemplo «embajador» de la Fundación de Leucemia de Josep Carreras (2008) y «patrón» de la Fundación del Cáncer de Baja Sajonia (2017).

## Biografía

### Primeros años y llegada a Scorpions
Klaus Meine nació en 1948 en Hannover, en la aquel entonces Zona de ocupación británica de la Alemania ocupada por los aliados, el año antes de que se constituyera Alemania Occidental. Desde pequeño vivió un ambiente musical, ya que los fines de semana su padre se reunía con amigos en su casa para tocar música con guitarras, mandolinas y acordeones. En una entrevista para la revista Classic Rock recordaba que ganó dinero como cantante a una corta edad: «Tenía unos ocho o nueve años y en las fiestas familiares me pedían que me subiera en una silla y cantara el "Ave María". Y ganaría cinco marcos alemanes por hacerlo, lo que fue muy emocionante para mí. Tenía una voz de tenor muy dulce en aquel entonces y se adaptaba más a ese tipo de canción que al rock and roll». También mencionó que era muy difícil escuchar rock en las radios alemanas por aquel entonces y que gracias a su prima mayor Vera descubrió su pasión por ese estilo musical, ya que cuando iba a su casa podía escuchar los discos de Elvis Presley y Little Richard: «[Fue] entonces, [cuando] haría todo lo posible para destruir mi voz, para hacer que suene más duro y más al estilo de todos esos grandes cantantes».
Estudió en la escuela primaria de Langenhagen, pero ha reconocido que no era un buen estudiante y que sus grandes pasiones siempre fueron la música y el fútbol. En la primera mitad de los años sesenta formó su primera banda, The Mushrooms, que tenía influencias de los grupos de la invasión británica, pero al poco tiempo tuvo que dejarla para realizar el servicio militar. A mediados de 1968, junto a Mike Grimke —compañero en The Mushrooms— se interesaron por el talento de Michael Schenker para formar un nuevo grupo. Tras algunas conversaciones con los padres del guitarrista, puesto que era menor de edad, formaron The Copernicus, grupo con el que versionaban las canciones de Black Sabbath, Led Zeppelin y Deep Purple. En la víspera del año nuevo de 1970, tanto él como Michael renunciaron a The Copernicus para unirse a Scorpions, la banda creada en 1965 por Rudolf Schenker.

### Carrera con Scorpions

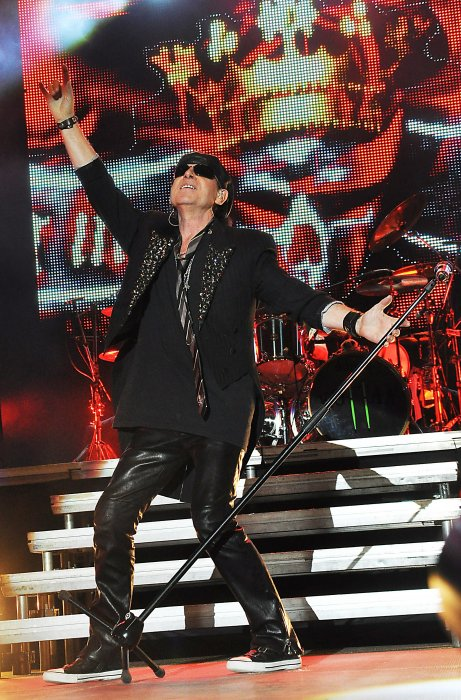
Klaus Meine en vivo en 2014

Klaus es el segundo miembro más antiguo de Scorpions y, junto con Rudolf Schenker, son los únicos que han participado en todas las producciones, tanto de estudio como en vivo. Además de actuar como vocalista, es uno de los principales compositores de la banda ya que desde el álbum debut Lonesome Crow (1972) ha colaborado con la creación de la letra, y en ciertas ocasiones, con la música de varias canciones. Desde Fly to the Rainbow (1974) formó con Rudolf una de las parejas compositivas más importantes del rock destacando éxitos como «Speedy's Coming», «In Trance», «Holiday», «The Zoo», «No One Like You» y «Still Loving You», entre otras. Cabe señalar que él ha escrito algunas canciones enteramente solo —generalmente power ballads— como «Wind of Change», «But The Best For You», «Does Anyone Know», «You and I», «A Moment in a Million Years», «Moment of Glory», «My City My Town», «Rock 'n' Roll Band» y «Follow Your Heart». Por su parte, en los conciertos en vivo también toca la pandereta y en ciertas ocasiones la guitarra, principalmente en la canción instrumental «Coast to Coast». En 2008, con motivos de su cumpleaños número sesenta, la fábrica alemana Dommenget creó exclusivamente para él la serie de guitarras Doublecut Klaus Meine, que hasta la fecha posee tres modelos; Doublecut Black Beauty Klaus Meine 60th (2008), Doublecut Sting in the Tail (2010) y la Doublecut Comeblack (2011).
Pérdida de la voz en 1981
En 1981, Klaus pasó por un difícil período que estuvo a punto de terminar prematuramente con su carrera. Tras la gira promocional de Animal Magnetism (1980) y antes de iniciar la grabación de Blackout (1982), Klaus perdió su voz hasta tal punto que ni siquiera podía hablar. Para buscar una solución acudió a un médico que, después de saber que era cantante, le aconsejó que cambiara de profesión. Frustrado por el diagnóstico decidió abandonar la banda, pero Rudolf no aprobó la idea y le recomendó buscar otras opciones. Animado por sus compañeros, viajó a Austria para reunirse con un médico especialista en voces que trataba a algunos cantantes de ópera. Allí, se le hallaron nódulos en sus cuerdas vocales y pólipos en su garganta y por lo que le recomendaron operarse. Tras dos operaciones con éxito en sus cuerdas vocales y tras un largo reentrenamiento, Klaus logró recuperar su voz. Al mismo tiempo debido a asuntos contractuales con Mercury Records, el resto de la banda inició las grabaciones de Blackout con la ayuda de Don Dokken. Tras el regreso de Klaus, las grabaciones hechas con el líder de Dokken se emplearon como segundas voces de las canciones.
En 2012, en una entrevista concedida a la página Noise Creep, Meine atribuyó su problema vocal a los primeros días de Scorpions: «Cuando estaba Michael [Schenker] en la banda, mi voz sonaba muy agradable y limpia. Pero estábamos tocando covers de rock y quería que mi voz sonara más sucia. Así que empecé a romper mi voz gritando durante esos días varias horas». Señaló que en esos años tocaban de cinco a seis horas por noche con sólo breves descansos y que eso, junto con las giras y las horas en los estudios de grabación, le pasaron factura. Con respecto a la participación de Don Dokken y si su voz quedó en el resultado final de Blackout, mencionó: «[...] Nuestro buen amigo Don vino a Alemania y trabajó con el resto de los Scorpions en el estudio. Grabó algunas de las canciones con ellos. [...] Sabes, creo que una o dos canciones aún tienen a Don en algún lugar en las voces de fondo, pero realmente no lo sé».

## Vida privada

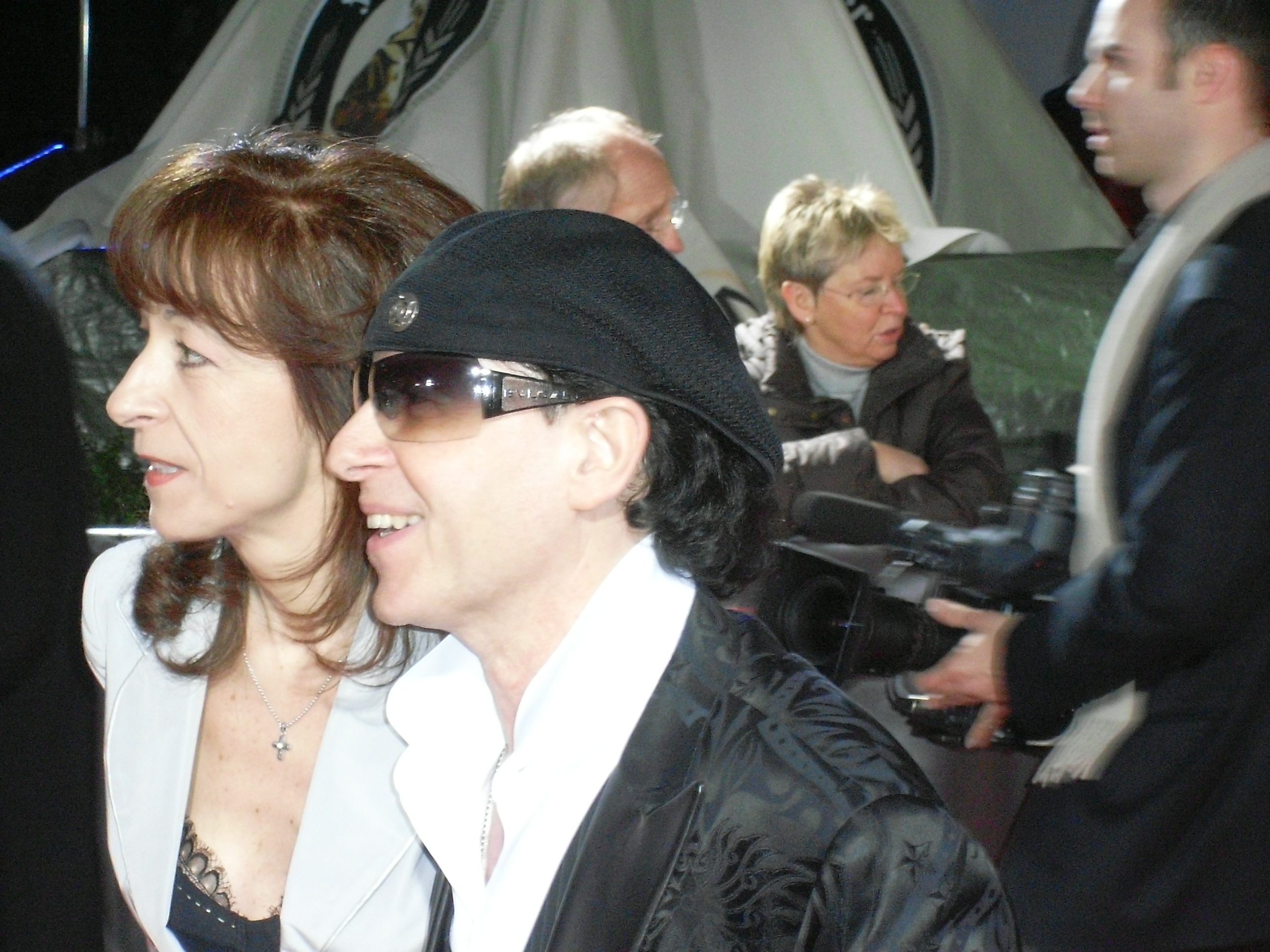
Klaus Meine junto a su esposa Gabi en 2008

Klaus es hijo del matrimonio integrado por Hugo y Erna Meine. En el documental de la banda Forever and a Day de 2015, Klaus mencionó que tras contarle a sus padres que iniciaría una carrera como cantante, su madre lo apoyó, mientras que su padre —a pesar de que era un fanático— consideraba que la música era más bien un pasatiempo que un trabajo serio. A pesar de que se crio con la música popular alemana, ha reconocido que nunca tuvo afinidad por ella; incluso en una entrevista en 2005 indicó: «Somos Alemanes, sí, pero no en nuestra música». Por otro lado, es aficionado a los automóviles, el tenis y el fútbol, incluso públicamente ha reconocido que su equipo favorito es el Hannover 96. En el ámbito amoroso, Klaus está casado desde el 17 de mayo de 1977 con Gabi Meine, con quien tiene a su único hijo Christian (nacido el 12 de diciembre de 1985).
Aparte de la música, uno de sus temas favoritos es la política. Desde hace varios años participa en algunas instituciones y agrupaciones con enfoque en causas político-sociales, como por ejemplo en la ONG Nordoff Robbins, UNICEF y la fundación alemana Musikhilft. Con los años también ha obtenido algunas distinciones honoríficas por su trabajo en esta área, por ejemplo fue nombrado embajador por la Fundación de Leucemia de José Carreras (2009), embajador y director musical por la Fundación Neurobiónica de Madjid Samii (2012) y patrón por la Fundación del Cáncer de Baja Sajonia (2017). En 2003 apoyó al fallecido presidente alemán Johannes Rau en su compromiso de dar más horas de clases de música en los colegios alemanes, incluso organizó junto él un congreso en Berlín sobre el tema de la educación musical en los niños. Más tarde, en 2017, con motivo del 500° aniversario de la Reforma protestante, diseñó un estuche para la versión revisada de la Biblia de Lutero.
Por otro lado, junto a Rudolf Schenker y Matthias Jabs ha recibido varios premios y condecoraciones como agrupación, tales como el premio de Baja Sajonia, el premio cultura de Hannover o la placa de la ciudad de Hannover. No obstante, en 2011 fue el único miembro de Scorpions en ganar el premio Steiger por sus servicios a la música y en 2018 también fue el único en recibir el anillo Leibniz-Hannover por sus logros sobresalientes a las artes musicales. En esta última ceremonia también ingresó por tercera vez en el Libro de Oro de Hannover; en 1985 y 2000 ya lo había hecho pero como parte de Scorpions. Por último, desde 2006 y junto a Rudolf Schenker, es dueño de «Wind of Change» como marca registrada en su país.

## Discografía
| - véase: Anexo:Discografía de Scorpions | - 1995: Uli Jon Roth - Prologue to the Symphonic Legends - 2001: José Carreras - Around the World - 2002: Rilke Projekt - In meinem wilden Herzen - 2005: Liel Kolet - Simple Me - 2006: Liel Kolet - Unison - 2010: Avantasia - The Wicked Symphony |